# Justino Yap
Justino Marato Yap ist ein ehemaliger Unabhängigkeitsaktivist aus Osttimor. Er stammt aus der Gemeinde Manufahi.

## Werdegang
Yap absolvierte die Sekundarstufe der Schule am Liceu Dr. Francisco Machado und erhielt für 1972/73 ein Stipendium für ein Studium des Ingenieurwesens an der Technischen Universität Lissabon. In Portugal gehörte er zur Gruppe der osttimoresischen Studenten im Casa dos Timores, dessen Bewohner für ihr Interesse am Sozialismus bekannt waren. Nach der Nelkenrevolution 1974 nutzte sein Freund und politischer Gefährte Vicente dos Reis Yaps Ticket, um nach Portugiesisch-Timor zurückzukehren. Yap blieb in Lissabon und baute zusammen mit José Luís Guterres und Estanislau da Silva das Comité de Acção da FRETILIN (CAF) auf. Während der indonesischen Besatzungszeit (1975–1999) hatte Yap enge Kontakte mit dem Netzwerk der FRETILIN, während er eine Anstellung in der Umweltabteilung der portugiesischen Regierung hatte.

## Sonstiges
Yap ist mit einer Portugiesin verheiratet und lebt weiterhin in Portugal.